# Taranaki
Taranaki è una delle 16 regioni della Nuova Zelanda situata nella parte occidentale dell'Isola del Nord. Prende il nome dal vulcano Taranaki.